# Jelšovec
Jelšovec es un municipio del distrito de Lučenec en la región de Banská Bystrica, Eslovaquia, con una población estimada a final del año 2024 de 303 habitantes.
Se encuentra ubicado en el centro-sur de la región, en el valle del río Ipoly —un afluente izquierdo del Danubio— y cerca de la frontera con Hungría.

## Demografía
| Año        | 1994 | 2004     | 2014     | 2024    |
| ---------- | ---- | -------- | -------- | ------- |
| Población  | 188  | 274      | 314      | 303     |
| Diferencia |      | +45,74 % | +14,59 % | −3,50 % |

| Año        | 2023 | 2024    |
| ---------- | ---- | ------- |
| Población  | 315  | 303     |
| Diferencia |      | −3,80 % |